# 里見站
里見站（日语：／ Satomi eki */?）是位於千葉縣市原市平野，屬於小湊鐵道的小湊鐵道線車站。

## 背景
車站與千葉縣道81號並排。站名則取自當時的地名市原郡里見村。過往除營辦客運外，亦設有連接萬田野的碎石採集線，路線長1公里。後來因卡車運輸開始發達，相關的鐵道運輸亦在1963年取消。廢線後部份設施仍然保留在沿線上，這些景點也成為了小湊鐵道另類的生態遊覽。
在2013年4月，位於加茂地區內的高瀧小學、白鳥小學、里見小學和富山小學四間小學進行合併，合併後的小學使用了加茂中學的校舍，並且成為屬於小中學校的市原市立加茂學園創校。為了中小學生使用列車上學，國家、市原市、小湊鐵道共同負擔總額8,000萬日圓的改善工程費用。在開校同年的3月16日，此站可以進行列車交會（利用電氣路牌閉塞），並再次設置站長（車站職員）。

## 車站構造
採用木所搭成的單層站房一座，由開業一直使用至今，與其他同時期投入服務的站房一樣，由鹿島建設的前身「鹿島組」所建，站房帶有少許西洋風格，並且採用了瓦片作屋頂，期間站房進行了加建，但站務室及售票窗口等則沒有改動。車站入口設於站房中央偏右，進站後右側為候車大堂，除了採用原有的木板長櫈（加配了軟墊）外，另外也配置了多張以樹幹直切而成的木柱櫈、及一張兩座位的舊列車豪華座椅。而座椅中央則放置了一張以橫切樹幹所砌成的木茶几。左側為站務室，除了負責發售車票外，亦會發售紀念品。
在恢復為有人站前，站務室原被當地居民組織「喜動房倶樂部」進駐，作為車站喫茶店及售賣當地農產品，小湊鐵道重新駐站後，相關店舖亦遷移至站房旁邊新建的單層房屋繼續營業，但每逢指定假日時間，仍會在站房前擺設攤位，並售賣鐵路便當「燒豚肉便當」。

### 月台
設有側式月台及島式月台各1個，也是除五井站外唯有設有月台編號的車站。當中島式月台只使用外側的部份，內側部份用作保線或短暫停泊之用，相關月台邊沿亦已用欄杆所圍封。月台之間以橫跨路軌的平交道連接，並採用削去部份月台邊沿及改成為梯級來進出月台。
自本站起至上總中野皆為單線路段，為確保安全，此段路段採用單票閉塞方式，只容許一列列車在區間行駛。所有進入此路段的列車，駕駛員必須先從車站職員接過通行路票後，才可以駛入，返回時亦要把路票交回。
| 月台 | 路線        | 方向                     |
| ---- | ----------- | ------------------------ |
| 1    | ■小湊鐵道線 | 養老溪谷站、上總中野方向 |
| 2    | ■小湊鐵道線 | 上總牛久、五井方向       |

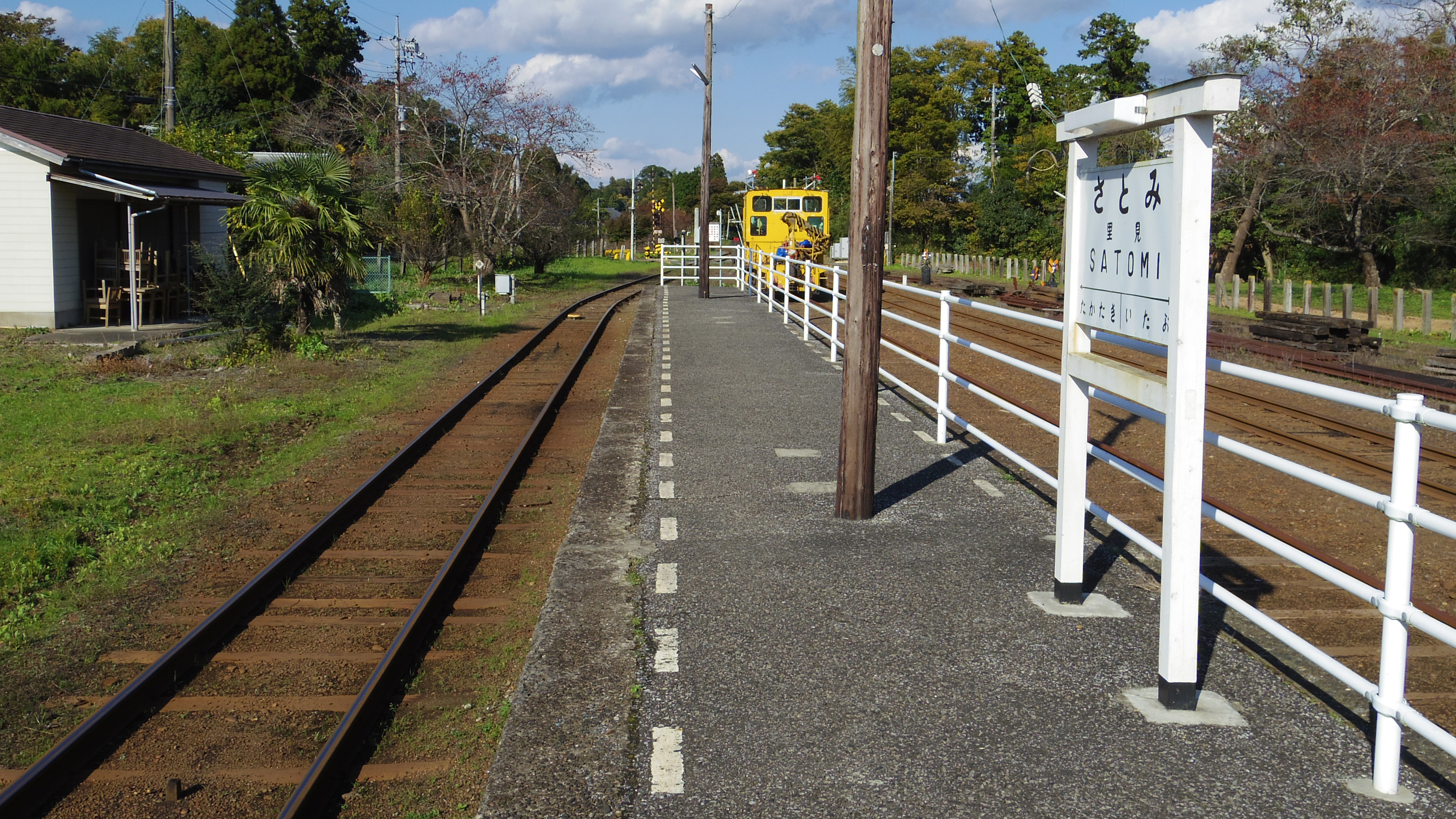
月台（2015年11月）
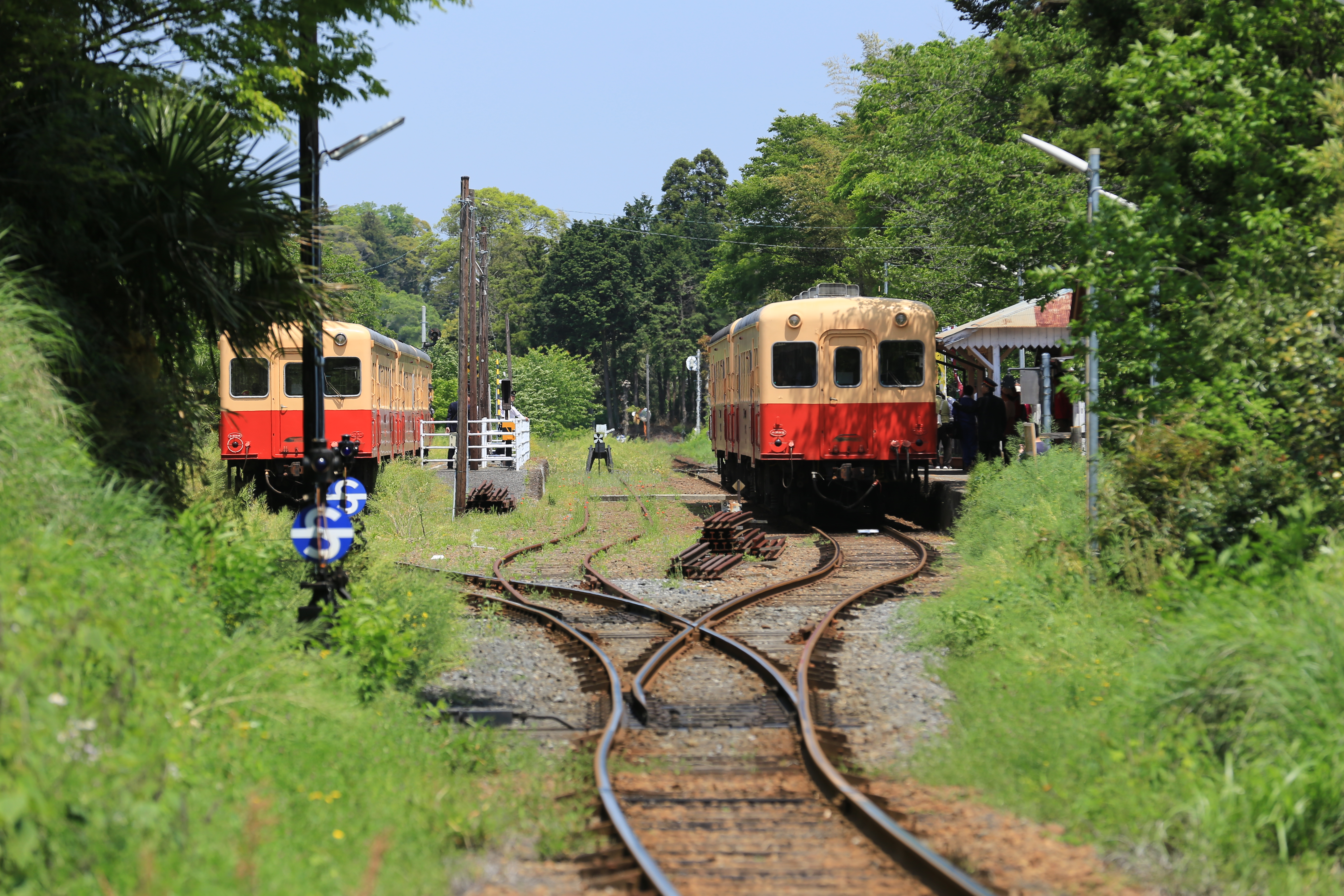
從南邊望向上下行線列車交會（2016年4月）
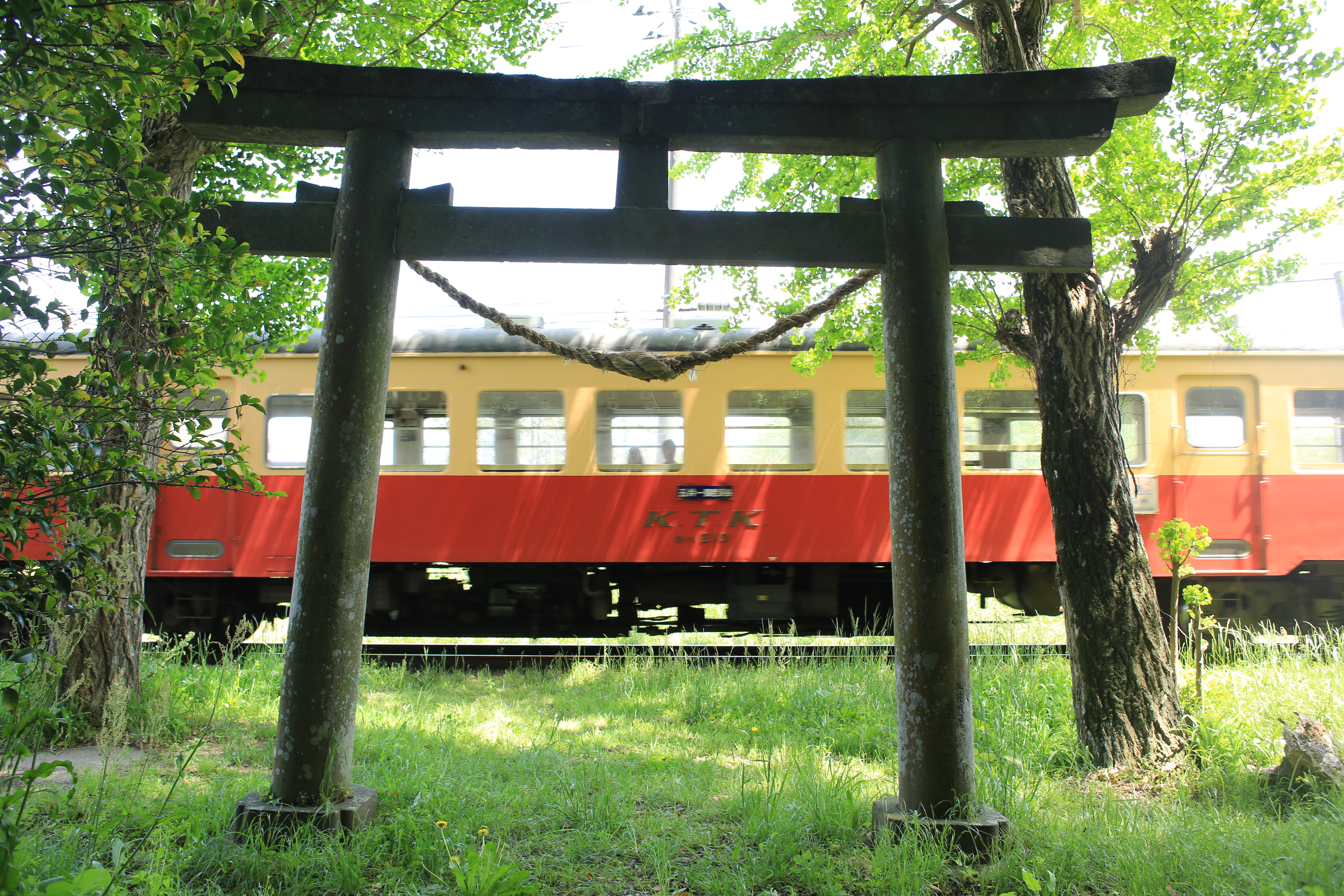
車站南邊望向大山祇神社鳥居（2016年4月）
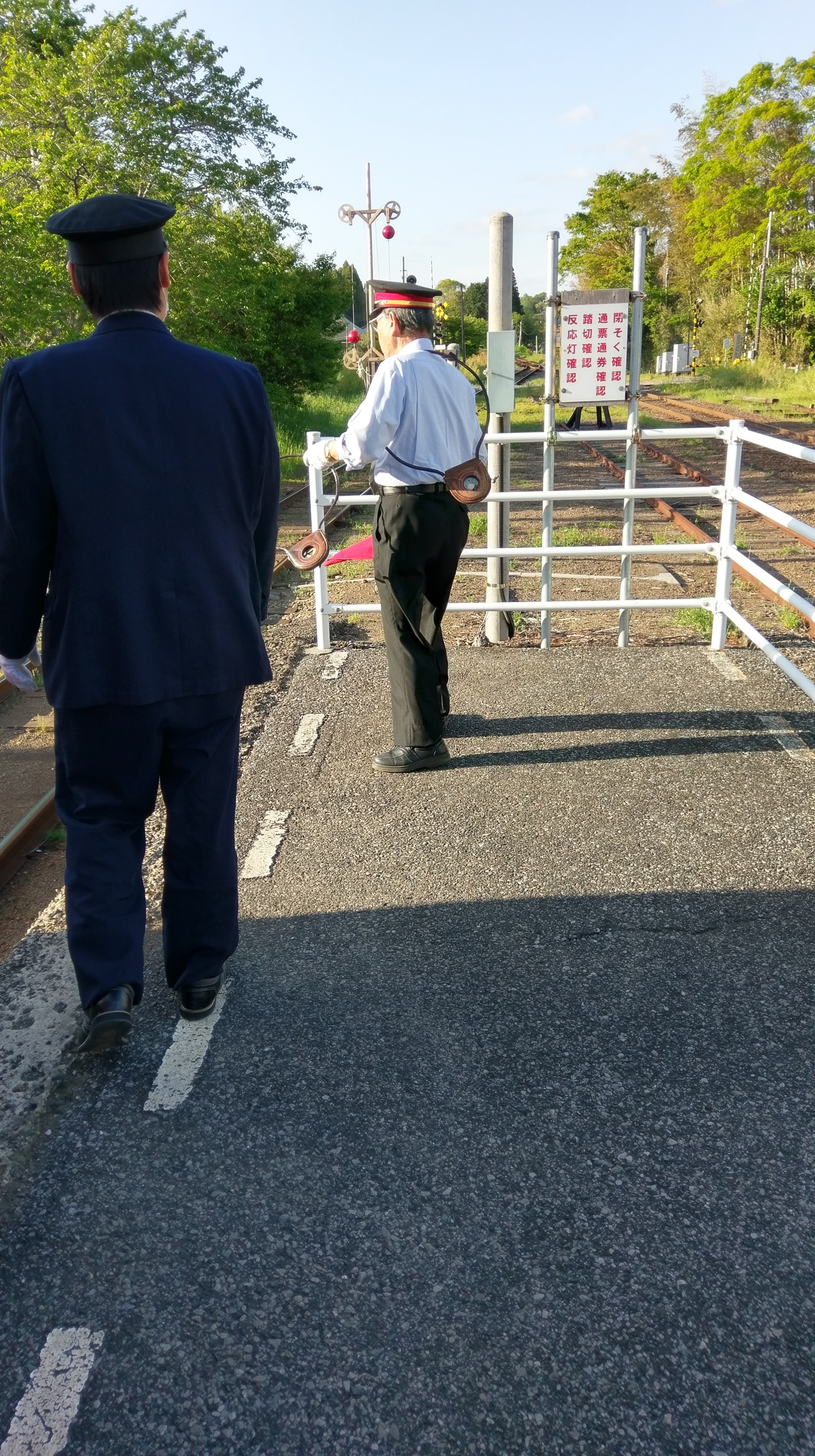
月台北側正在進行路牌交接（2017年5月）

## 歷史
- 1925年3月7日：隨小湊鐵道五井～本站開通，車站啟用，為終點站[4]。
- 1926年9月1日：路線由本站伸延至月崎，改為中途站[5]。
- 1963年：取消碎石採集線。
- 1998年9月16日：停止使用島式月台。
- 2002年3月24日：改為無人車站。
- 2006年3月18日：加設尾班和首班列車班次。
- 2013年3月16日：實施時間表改正，此站可進行列車交會，島式月台再次使用。此站設有設有車站職員當值。
- 2016年11月18日：站房申請成為國家登錄有形文化財（建造物）[6][7]。
- 2017年5月2日：「小湊鐵道里見站站房」被評為國家登錄有形文化財[8][9]。

## 使用狀況
以下為乘車人次變化列表：
| 乘車人次變化 | 乘車人次變化     | 乘車人次變化 |
| 年度         | 1日平均 乘車人次 | 參考資料     |
| ------------ | ---------------- | ------------ |
| 1986         | 253              | [ 統計 1 ]   |
| 2007         | 31               | [ 統計 2 ]   |
| 2008         | 22               | [ 統計 3 ]   |
| 2009         | 17               | [ 統計 4 ]   |
| 2010         | 16               | [ 統計 5 ]   |
| 2011         | 13               | [ 統計 6 ]   |
| 2012         | 13               | [ 統計 7 ]   |
| 2013         | 64               | [ 統計 8 ]   |
| 2014         | 58               | [ 統計 9 ]   |
| 2015         | 60               | [ 統計 10 ]  |
| 2016         | 69               | [ 統計 11 ]  |
| 2017         | 62               | [ 統計 12 ]  |
| 2018         | 56               | [ 統計 13 ]  |
| 2019         | 43               | [ 統計 14 ]  |
| 2020         | 30               | [ 統計 15 ]  |
| 2021         | 23               | [ 統計 16 ]  |
| 2022         | 34               | [ 統計 17 ]  |

## 取景作品
- 東京鐵塔：老媽和我，有時還有老爸電視劇（日语：東京タワー 〜オカンとボクと、時々、オトン〜 (テレビドラマ)）中在此站取景[廣報 1]。另外在電影（日语：東京タワー 〜オカンとボクと、時々、オトン〜 (映画)）中，在栗原田園鐵道（日语：くりはら田園鉄道）的細倉礦場公園站（日语：細倉マインパーク前駅）取景。
- 2010年的英特爾廣告「我與女友及她的電腦～約會」篇（僕と彼女と彼女のパソコン〜出会い，由井川遙出演）中，有此站場景出現。
- 2012年的武富士（日语：武富士）（日本保證）「我心歡躍篇」（心が躍る篇）廣告中，有此站場景出現。

## 相鄰車站
小湊鐵道
■小湊鐵道線
■房總里山Torocco、□觀光急行1,2,4,11,12號
高瀧－里見－月崎
□觀光急行3號、■普通
高瀧→里見→飯給

#### 公關資料等
1. ↑  小湊鉄道ウェブサイト （页面存档备份，存于）（日語）

#### 統計資料
1. ↑  千葉縣統計年鑑（昭和63年） （页面存档备份，存于）（日語）
2. ↑  千葉縣統計年鑑（平成20年） （页面存档备份，存于）（日語）
3. ↑  千葉縣統計年鑑（平成21年） （页面存档备份，存于）（日語）
4. ↑  千葉縣統計年鑑（平成22年） （页面存档备份，存于）（日語）
5. ↑  千葉縣統計年鑑（平成23年） （页面存档备份，存于）（日語）
6. ↑  千葉縣統計年鑑（平成24年） （页面存档备份，存于）（日語）
7. ↑  千葉縣統計年鑑（平成25年） （页面存档备份，存于）（日語）
8. ↑  千葉縣統計年鑑（平成26年） （页面存档备份，存于）（日語）
9. ↑  千葉縣統計年鑑（平成27年） （页面存档备份，存于）（日語）
10. ↑  千葉縣統計年鑑（平成28年） （页面存档备份，存于）（日語）
11. ↑  千葉縣統計年鑑（平成29年） （页面存档备份，存于）（日語）
12. ↑  千葉縣統計年鑑（平成30年） （页面存档备份，存于）（日語）
13. ↑  千葉縣統計年鑑（令和元年） （页面存档备份，存于）（日語）
14. ↑  .   [2025-04-05]. （原始内容存档于2023-07-25）.
15. ↑  千葉縣統計年鑑（令和3年），11 運輸・通信—111民鉄等駅別1日平均運輸状況（2020(令和2)年度）
16. ↑  千葉縣統計年鑑（令和4年），11 運輸・通信—111民鉄等駅別1日平均運輸状況（2021(令和3)年度）
17. ↑  .   [2025-04-05]. （原始内容存档于2025-01-27）.

## 外部連結
- 里見站 （页面存档备份，存于）（日語） - 小湊鐵道
- 小湊鐵道介紹「喜動房倶樂部」的專頁